# San Lazzaro di Savena
San Lazzaro di Savena – miejscowość i gmina we Włoszech, w regionie Emilia-Romania, w prowincji Bolonia. W San Lazzaro di Savena urodził się m.in. alpejczyk Alberto Tomba.
Według danych na styczeń 2009 gminę zamieszkiwały 31 184 osoby przy gęstości zaludnienia 697,6 os./1 km².